# Нарцисс (гладиатор)
Нарцисс (лат. Narcissus; казнён в 193 году) — римский гладиатор и атлет, убийца императора Коммода.

## Биография
Был нанят Коммодом в качестве спарринг-партнёра по борьбе и был его наставником по гладиаторским боям. 
31 декабря 192 года против Коммода был организован заговор, который возглавила его наложница Марция. Марция отравила еду и вино императора, но яд не подействовал. Опасаясь его мести, заговорщики наняли Нарцисса, который задушил императора в ванной или по версии Геродиана убил его в спальне.
В правление императора Септимия Севера Нарцисс был казнён – его бросили на съеденье львам. Когда хищники рвали его на части, то глашатай воскликнул: «Вот тот, кто задушил Коммода».